# Vuelta al Lago Qinghai 2013
La 12ª edición de la Vuelta al Lago Qinghai se disputó desde el 7 al 20 de julio de 2013 con un recorrido de 1.780,8 km dividido en 13 etapas, con inicio en Xining y final en Lanzhou. 
A destacar la gran altitud de las etapas, estando la altura máxima a 4.120 m.s.n.m, en la 6.ª etapa y la mínima a 1.100 m en la 11.ª.
La carrera formó parte del UCI Asia Tour 2012-2013, dentro de la categoría 2.HC (máxima categoría de estos circuitos).
El ganador final fue Samad Poor Seiedi (quien además se hizo con las clasificaciones de la montaña y mejor asiático) en su primera carrera después de su sanción por EPO. Le acompañaron en el podio los corredores del Continental Astana Evgeny Nepomnyachshiy y Daniil Fominykh, respectivamente.
En las otras clasificaciones secundarias se impusieron Sacha Modolo (puntos, al ganar seis etapas) y Tabriz Petrochemical (equipos).

## Equipos participantes
Tomaron parte en la carrera 22 equipos: 1 de categoría UCI ProTeam; 5 de categoría Profesional Continental; 16 de categoría Continental; y la Selección de Australia. Formando así un pelotón de pelotón de 144 ciclistas de 7 corredores cada equipo (excepto el Bardiani Valvole-CSF Inox, que salió con 6), de los que acabaron 121.
| Nº | Ciclista            | Posición |
| 1  | Filippo Pozzato     | AB       |
| 2  | Maximiliano Richeze | 50°      |
| 3  | Massimo Graziato    | 12°      |
| 4  | Daniele Pietropolli | 61°      |
| 5  | Andrea Palini       | 97°      |
| 6  | Davide Vigano       | 48       |
| 7  | Mattia Cattaneo     | AB       |

| Nº | Ciclista          | Posición |
| 11 | Jacob Keough      | 70°      |
| 12 | Robert Förster    | 54°      |
| 13 | Aldo Ino Ilešič   | 116°     |
| 14 | John Murphy       | 111°     |
| 15 | Daniel Summerhill | 33°      |
| 16 | Davide Frattini   | 65°      |
| 17 | Jonathan Clarke   | 27°      |

| Nº | Ciclista        | Posición |
| 21 | Sacha Modolo    | 58°      |
| 22 | Sonny Colbrelli | 56°      |
| 23 | Enrico Barbin   | 35°      |
| 24 | Filippo Fortin  | 84°      |
| 25 | Angelo Pagani   | 8°       |
| 26 | Marco Coledan   | 67°      |
| 27 | Donato De Leso  | 68°      |

| Nº | Ciclista        | Posición |
| 31 | Gregor Gazvoda  | 38°      |
| 32 | Jiao Pengda     | 21°      |
| 33 | Liu Biao        | 41°      |
| 34 | Matt Brammeier  | 36°      |
| 35 | Feng Chun Kai   | 104°     |
| 36 | Fabian Schnaidt | AB       |
| 37 | Bobbie Traksel  | AB       |

| Nº | Ciclista            | Posición |
| 41 | Blaz Jarc           | 109°     |
| 42 | Ralf Matzka         | 73°      |
| 43 | Jonathan McEvoy     | 81°      |
| 44 | Erick Rowsell       | 66°      |
| 45 | Michael Schwarzmann | 82°      |
| 46 | Scott Thwaites      | 88°      |
| 47 | Iker Camaño         | 32°      |

| Nº | Ciclista          | Posición |
| 51 | Francesco Chicchi | 89°      |
| 52 | Roberto De Patre  | 86°      |
| 53 | Leonardo Giordani | AB       |
| 54 | Mauro Finetto     | 17°      |
| 55 | Luigi Miletta     | 106°     |
| 56 | Junya Sano        | AB       |
| 57 | Mattia Pozzo      | AB       |

| Nº | Ciclista             | Posición |
| 61 | Ghader Mizbani       | 6º       |
| 62 | Mahdi Sohrabi        | 83º      |
| 63 | Hossein Askari       | 19º      |
| 64 | Saeid Safarzadeh     | 47º      |
| 65 | Amir Kolahdozhagh    | 26º      |
| 66 | Ali Reza Asgharzadeh | 62º      |
| 67 | Samad Poor Seiedi    | 1º       |

| Nº | Ciclista         | Posición |
| 71 | Matej Mohorič    | 18°      |
| 72 | Jure Bitenc      | 103°     |
| 73 | Tim Mikelj       | 51°      |
| 74 | Mark Džamastagič | 44       |
| 75 | Nik Burjek       | 59°      |
| 76 | Matej Razingar   | 94°      |
| 77 | Žiga Grošelj     | 113°     |

| Nº | Ciclista           | Posición |
| 81 | Uri Martins        | 30°      |
| 82 | Hossein Alizadeh   | 10°      |
| 83 | Artem Topchyanuk   | 84°      |
| 84 | Niv Libner         | 112°     |
| 85 | Jaroslaw Dabrowski | 85°      |
| 86 | Volodymyr Starchyk | 37°      |
| 87 | Daniel Holloway    | AB       |

| Nº | Ciclista              | Posición |
| 91 | Evgeny Nepomnyachshiy | 2º       |
| 92 | Abdraimzhan Ishanov   | 5º       |
| 93 | Alexandre Shushemoin  | 29º      |
| 94 | Daniil Fominykh       | 3º       |
| 95 | Nazar Jumabekov       | 15º      |
| 96 | Marco Benfatto        | 91º      |
| 97 | Tilegen Maidos        | 55º      |

| Nº  | Ciclista           | Posición |
| 101 | Joshua Berry       | AB       |
| 102 | Thomas Vaubourzeix | 14°      |
| 103 | Grégoire Tarride   | 23°      |
| 104 | Yoann Paillot      | 39°      |
| 105 | Antoine Lavieu     | 22°      |
| 106 | Benjamin Giraud    | 64°      |
| 107 | Julien Antomarchi  | 28°      |

| Nº  | Ciclista           | Posición |
| 111 | Darren Lapthorne   | AB       |
| 112 | Bernard Sulzberger | AB       |
| 113 | Robbie Hucker      | 71°      |
| 114 | William Walker     | 52°      |
| 115 | Amir Rusli         | AB       |
| 116 | Floris Goesinnen   | 76°      |
| 117 | Malcolm Rudolph    | AB       |

| Nº  | Ciclista           | Posición |
| 121 | Grischa Janorschke | 105°     |
| 122 | Dirk Müller        | 110°     |
| 123 | Alexander Schmitt  | AB       |
| 124 | Tobias Dohlus      | 87°      |
| 125 | Benjamin Sydlik    | AB       |
| 126 | Max Walsleben      | 90°      |
| 127 | Holger Burkhardt   | AB       |

| Nº  | Ciclista        | Posición |
| 131 | David Belda     | 9°       |
| 132 | Moisés Dueñas   | 25°      |
| 133 | Pablo Torres    | AB       |
| 134 | Darío Hernández | 63°      |
| 135 | Federico Butto  | AB       |
| 136 | Efrén Carazo    | 99°      |
| 137 | Lluís Mas       | 31°      |

| Nº  | Ciclista           | Posición |
| 141 | Maksym Averin      | 45°      |
| 142 | Nicolas Baldo      | 49°      |
| 143 | Giorgio Brambilla  | 96°      |
| 144 | Mathieu Chiocca    | 78°      |
| 145 | Claudio Imhof      | AB       |
| 146 | Oleksandr Polivoda | AB       |
| 147 | Florian Salzinger  | 107°     |

| Nº  | Ciclista           | Posición |
| 151 | Andrey Mizourov    | 4°       |
| 152 | David de la Fuente | 16°      |
| 153 | Yuriy Metlushenko  | 77°      |
| 154 | Sergiy Grechyn     | 20°      |
| 155 | Nazim Bakirci      | 57°      |
| 156 | Mustafa Sayar      | AB       |
| 157 | Miraç Kal          | 60°      |

| Nº  | Ciclista         | Posición |
| 161 | Lars Pria        | AB       |
| 162 | Mathieu Perget   | 34°      |
| 163 | Guillaume Soula  | AB       |
| 164 | Reijo Puhm       | AB       |
| 165 | Peeter Pruus     | 74°      |
| 166 | Andris Vosekalns | AB       |
| 167 | Andris Smirnovs  | 114°     |

| Nº  | Ciclista               | Posición |
| 171 | Elchin Asadov          | AB       |
| 172 | John Ebsen             | 24°      |
| 173 | Agshin Teymur Ismaylov | AB       |
| 174 | Connor McConvey        | AB       |
| 175 | Kiril Pozdnyakov       | 42°      |
| 176 | Rico Rogers            | 92°      |
| 177 | Oleksandr Surutkovych  | 40°      |

| Nº  | Ciclista            | Posición |
| 181 | Wei Kei Chang       | AB       |
| 182 | Yuan Tan Pen        | AB       |
| 183 | Muradjan Halmuratov | 53°      |
| 184 | Vahid Ghaffari      | AB       |
| 185 | Jang Sun Jae        | 102°     |
| 186 | Rahim Mohammadali   | AB       |
| 187 | Zargari Amir        | 107°     |

| Nº  | Ciclista       | Posición |
| 201 | Wang Yong Tai  | 100°     |
| 202 | Chen Zhi An    | 72°      |
| 203 | Yang Zeng Tao  | 121°     |
| 204 | Ting Deng      | AB       |
| 205 | Zhang Zhaoshun | 119°     |
| 206 | Guo Fenghong   | 72°      |
| 207 | Xue Cheng      | 115°     |

| Nº  | Ciclista           | Posición |
| 211 | Xiaoyong Dong      | 98°      |
| 212 | Peilun Wu          | 43°      |
| 213 | Shengjun Wu        | 93°      |
| 214 | Jinde Zhang        | 120°     |
| 215 | Eugen Wacker       | AB       |
| 216 | Ruslan Gryshchenko | AB       |
| 217 | Spiby Dylan        | AB       |

| Nº  | Ciclista         | Posición |
| 191 | Mitchell Mulhern |          |
| 192 | Joshua Prete     |          |
| 193 | Stuart Smith     |          |
| 194 | Cameron Bayley   |          |
| 195 | Matthew Clark    |          |
| 196 | Harry Carpenter  |          |
| 197 | Brodie Talbot    |          |

| Leyenda | Leyenda | Leyenda  | Leyenda                                                                                              |
| ------- | --- | -------- | --- |
| Nº      | Dorsal de salida del ciclista | Posición | Posición final en la clasificación general                                                           |
| NP      | Indica un ciclista que no ha tomado la salida en una etapa, seguido del número de etapa en la que no tomó la salida                | AB       | Indica un ciclista que no ha finalizado una etapa, seguido del número de etapa en que se ha retirado |
| HD      | Indica un ciclista que ha finalizado una etapa fuera de control, seguido del número de etapa en la que ocurrió dicha circunstancia | EX       | Corredor excluido por no respetar el reglamento                                                      |

## Etapas
| Etapa | Fecha       | Recorrido            | km   | Ganador               | Líder              |
| 1.ª   | 7 de julio  | Xining-Xining        | 96,8 | Sacha Modolo          | Sacha Modolo       |
| 2.ª   | 8 de julio  | Huzhu-Guide          | 154  | David de la Fuente    | David de la Fuente |
| 3.ª   | 9 de julio  | Guide-Lago Qinghai   | 158  | Samad Poor Seiedi     | Samad Poor Seiedi  |
| 4.ª   | 10 de julio | Lago Qinghai-Tianjun | 227  | Sacha Modolo          | Samad Poor Seiedi  |
| 5.ª   | 11 de julio | Tianjun-Xihaizhen    | 205  | Oleksandr Polivoda    | Samad Poor Seiedi  |
| 6.ª   | 12 de julio | Xihaizhen-Qilian     | 205  | Robert Förster        | Samad Poor Seiedi  |
| 7.ª   | 13 de julio | Qilian-Mt. Dadongshu | 72   | Evgeny Nepomnyachshiy | Samad Poor Seiedi  |
| 8.ª   | 14 de julio | Qilian-Zhangye       | 200  | Sacha Modolo          | Samad Poor Seiedi  |
| 9.ª   | 16 de julio | Zhangye-Zhangye      | 160  | Sacha Modolo          | Samad Poor Seiedi  |
| 10.ª  | 17 de julio | Wuwei-Jingtai        | 191  | Benjamin Giraud       | Samad Poor Seiedi  |
| 11.ª  | 18 de julio | Yinchuan-Yinchuan    | 121  | Sacha Modolo          | Samad Poor Seiedi  |
| 12.ª  | 19 de julio | Zhongwei-Zhongwei    | 119  | Sacha Modolo          | Samad Poor Seiedi  |
| 13.ª  | 20 de julio | Lanzhou-Lanzhou      | 77   | Jacob Keough          | Samad Poor Seiedi  |

## Clasificaciones
- Las clasificaciones finalizaron de la siguiente forma:

### Clasificación individual
| Posición | Ciclista              | Equipo                    | Tiempo           |
| -------- | --------------------- | ------------------------- | ---------------- |
|          | Samad Poor Seiedi     | Tabriz Petrochemical      | 46 h 20 min 49 s |
| 2.º      | Evgeny Nepomnyachshiy | Continental Astana        | a 42 s           |
| 3.º      | Daniil Fominykh       | Continental Astana        | a 1 min 06 s     |
| 4.º      | Andrey Mizourov       | Torku Sekerspor           | a 1 min 29 s     |
| 5.º      | Abdraimzhan Ishanov   | Continental Astana        | a 1 min 43 s     |
| 6.º      | Ghader Mizbani        | Tabriz Petrochemical      | a 1 min 46 s     |
| 7.º      | Amir Zargari          | RTS Racing                | a 2 min 07 s     |
| 8.º      | Angelo Pagani         | Bardiani Valvole-CSF Inox | a 2 min 30 s     |
| 9.º      | David Belda           | Burgos BH-Castilla y León | a 2 min 30 s     |
| 10.º     | Hossein Alizadeh      | Amore & Vita              | a 2 min 32 s     |

### Clasificación por puntos
| Posición | Ciclista            | Equipo                    | Puntos |
| -------- | ------------------- | ------------------------- | ------ |
|          | Sacha Modolo        | Bardiani Valvole-CSF Inox | 142    |
| 2.º      | Maximiliano Richeze | Lampre-Merida             | 103    |
| 3.º      | Jacob Keough        | UnitedHealthcare          | 77     |
| 4.º      | Rico Rogers         | Synergy Baku              | 74     |
| 5.º      | Francesco Chicchi   | Vini Fantini-Selle Italia | 66     |

### Clasificación de la montaña
| Posición | Ciclista              | Equipo               | Puntos |
| -------- | --------------------- | -------------------- | ------ |
|          | Samad Poor Seiedi     | Tabriz Petrochemical | 38     |
| 2.º      | Hossein Alizadeh      | Amore & Vita         | 31     |
| 3.º      | Rahim Mohammadali     | RTS Racing           | 24     |
| 4.º      | Evgeny Nepomnyachshiy | Continental Astana   | 20     |
| 5.º      | Biao Liu              | Champion System      | 17     |

### Clasificación por equipos
| Posición | Equipo               | Tiempo            |
| -------- | -------------------- | ----------------- |
|          | Tabriz Petrochemical | 139 h 05 min 38 s |
| 2.º      | Continental Astana   | a 16 s            |
| 3.º      | RTS Racing           | a 4 min 13 s      |
| 4.º      | Torku Sekerspor      | a 5 min 33 s      |
| 5.º      | La Pomme Marseille   | a 6 min 13 s      |

### Clasificación del mejor asiático
| Posición | Ciclista              | Equipo               | Tiempo           |
| -------- | --------------------- | -------------------- | ---------------- |
|          | Samad Poor Seiedi     | Tabriz Petrochemical | 46 h 20 min 49 s |
| 2.º      | Evgeny Nepomnyachshiy | Continental Astana   | a 42 s           |
| 3.º      | Daniil Fominykh       | Continental Astana   | a 1 min 06 s     |
| 4.º      | Andrey Mizourov       | Torku Sekerspor      | a 1 min 29 s     |
| 5.º      | Abdraimzhan Ishanov   | Continental Astana   | a 1 min 43 s     |

## Evolución de las clasificaciones
| Etapa (Vencedor)                  | Clasificación general | Clasificación por puntos | Clasificación de la montaña | Clasificación por equipos | Clasificación del mejor asiático |
| --------------------------------- | --------------------- | ------------------------ | --------------------------- | ------------------------- | -------------------------------- |
| 1.ª etapa (Sacha Modolo)          | Sacha Modolo          | Sacha Modolo             | no se entregó               | Atlas Personal-Jakroo     | Xue Cheng                        |
| 2.ª etapa (David de la Fuente)    | David de la Fuente    | Lluís Mas                | Hossein Alizadeh            | La Pomme Marseille        | Daniil Fominykh                  |
| 3.ª etapa (Samad Poor Seiedi)     | Samad Poor Seiedi     | Lluís Mas                | Hossein Alizadeh            | Tabriz Petrochemical      | Samad Poor Seiedi                |
| 4.ª etapa (Sacha Modolo)          | Samad Poor Seiedi     | Lluís Mas                | Samad Poor Seiedi           | Tabriz Petrochemical      | Samad Poor Seiedi                |
| 5.ª etapa (Oleksandr Polivoda)    | Samad Poor Seiedi     | Sacha Modolo             | Samad Poor Seiedi           | Tabriz Petrochemical      | Samad Poor Seiedi                |
| 6.ª etapa (Robert Förster)        | Samad Poor Seiedi     | Sacha Modolo             | Samad Poor Seiedi           | Tabriz Petrochemical      | Samad Poor Seiedi                |
| 7.ª etapa (Evgeny Nepomnyachshiy) | Samad Poor Seiedi     | Sacha Modolo             | Samad Poor Seiedi           | Tabriz Petrochemical      | Samad Poor Seiedi                |
| 8.ª etapa (Sacha Modolo)          | Samad Poor Seiedi     | Sacha Modolo             | Samad Poor Seiedi           | Tabriz Petrochemical      | Samad Poor Seiedi                |
| 9.ª etapa (Sacha Modolo)          | Samad Poor Seiedi     | Sacha Modolo             | Samad Poor Seiedi           | Tabriz Petrochemical      | Samad Poor Seiedi                |
| 10.ª etapa (Benjamin Giraud)      | Samad Poor Seiedi     | Sacha Modolo             | Samad Poor Seiedi           | Tabriz Petrochemical      | Samad Poor Seiedi                |
| 11.ª etapa (Sacha Modolo)         | Samad Poor Seiedi     | Sacha Modolo             | Samad Poor Seiedi           | Tabriz Petrochemical      | Samad Poor Seiedi                |
| 12.ª etapa (Sacha Modolo)         | Samad Poor Seiedi     | Sacha Modolo             | Samad Poor Seiedi           | Tabriz Petrochemical      | Samad Poor Seiedi                |
| 13.ª etapa (Jacob Keough)         | Samad Poor Seiedi     | Sacha Modolo             | Samad Poor Seiedi           | Tabriz Petrochemical      | Samad Poor Seiedi                |
| Final                             | Samad Poor Seiedi     | Sacha Modolo             | Samad Poor Seiedi           | Tabriz Petrochemical      | Samad Poor Seiedi                |